# Coprinus aquatilis
Coprinus aquatilis är en svampart som tillhör divisionen basidiesvampar, och som beskrevs av Peck. Coprinus aquatilis ingår i släktet Coprinus, och familjen Agaricaceae. Arten har ej påträffats i Sverige.